# John Russell (Schauspieler)
John Lawrence Russell (* 3. Januar 1921 in Los Angeles, Kalifornien; † 19. Januar 1991 ebenda) war ein US-amerikanischer Schauspieler in Film und Fernsehen.

## Leben
Russell wuchs in Los Angeles in der Nähe der Filmindustrie auf und besuchte die University of California als Sportstudent. Schon 1939 hatte er einen ersten kleinen Filmauftritt in Frank Capras Klassiker Mr. Smith geht nach Washington als einer der Söhne des Gouverneurs Hopper im Film. Bei Beginn des Zweiten Weltkriegs ging er zu den United States Marines, mit denen er als Leutnant an der Schlacht um Guadalcanal teilnahm. Er kehrte 1944 als hochdekorierter Veteran nach einer Malaria nach Hause zurück.
Kurz nach seinem Armeedienst wurde Russell während eines Restaurantbesuchs in Beverly Hills durch einen Talentscout entdeckt. Danach erhielt er einen Studiovertrag bei 20th Century Fox und war ab 1945 regelmäßig in Filmen zu sehen. Russell war vor allem als Nebendarsteller in Westernrollen tätig, drehte aber auch Komödien und Thriller. Später ging er zur Filmgesellschaft Republic Pictures. 1952 hatte er dort seine erste Hauptrolle neben Judy Canova in Oklahoma Annie und übernahm ein Jahr später in John Fords Kleinstadtdrama Wem die Sonne lacht eine weitere tragende Rolle. 1955 erhielt er die Hauptrolle im Fernsehdrama Soldiers of Fortune. Diese halbstündigen Sendungen versetzten ihn zusammen mit seinem Partner, gespielt von Chick Chandler, in gefährliche Dschungelabenteuer. Die Sendung wurde 1957 wegen mangelnden Interesses erwachsener Zuschauer abgesetzt.
Im Jahr darauf, 1958, wurde der hochgewachsene, schlanke Darsteller dann in seiner berühmtesten Rolle eingesetzt: als Marschall Dan Troop, Handlungsträger der ABC-Westernserie Lawman. Sein Begleiter war Deputy Marschall Johnny McKay, gespielt von Peter Brown. Russell spielte bis 1962 in über 150 Folgen von Lawman. Auf der Kinoleinwand war er 1959 in einer seiner bekanntesten Filmrollen als Schurke von Howard Hawks Westernklassiker Rio Bravo neben John Wayne, Dean Martin und Walter Brennan zu sehen. Im Verlaufe der 1960er bis 1980er Jahren trat er in weiteren 20 Filmen als Nebendarsteller auf, darunter in drei Filmen seines Freundes Clint Eastwood. Insgesamt umfasst Russells filmisches Schaffen zwischen 1939 und 1988 mehr als 70 Film- und Fernsehproduktionen.
John Russell starb kurz nach seinem 70. Geburtstag an einem Lungenemphysem, er hinterließ drei erwachsene Kinder. Er wurde auf dem Los Angeles National Cemetery beigesetzt.

## Filmografie (Auswahl)
- 1939: Mr. Smith geht nach Washington (Mr. Smith Goes to Washington)
- 1945: Skandal bei Hofe (A Royal Scandal)
- 1945: Don Juan Quilligan
- 1946: Feind im Dunkel (The Dark Corner)
- 1946: Irgendwo in der Nacht (Somewhere in the Night)
- 1947: Amber, die große Kurtisane (Forever Amber)
- 1948: Belvedere räumt auf (Sitting Pretty)
- 1948: Herrin der toten Stadt (Yellow Sky)
- 1949: Sturmflug (Slattery's Hurricane)
- 1949: Die Geschichte der Molly X (The Story of Molly X)
- 1949: Tödlicher Sog (Undertow)
- 1950: Ohne Gesetz (Saddle Tramp)
- 1950: Revolverlady (Frenchie)
- 1951: Strandräuber in Florida (The Barefoot Mailman)
- 1951: Mann im Sattel (Man in the Saddle)
- 1952: Mördersyndikat San Francisco (Hoodlum Empire)
- 1952: Oklahoma Annie
- 1953: Wem die Sonne lacht (The Sun Shines Bright)
- 1953: Der Rebell von Java (Fair Wind to Java)
- 1954: Kalifornische Sinfonie (Jubilee Trail)
- 1955: Die Barrikaden von San Antone (The Last Command)
- 1955–1957: Soldiers of Fortune (Fernsehserie, 52 Folgen)
- 1957: Flintenweiber (The Dalton Girls)
- 1957: Reife Blüten (Untamed Youth)
- 1958: Die Letzten der 2. Schwadron (Fort Massacre)
- 1958–1960: Maverick (Fernsehserie, 3 Folgen)
- 1958–1962: Lawman (Fernsehserie, 156 Folgen)
- 1959: Rio Bravo (Rio Bravo)
- 1959: Man nannte ihn Kelly (Yellowstone Kelly)
- 1965: Die Apachen (Apache Uprising)
- 1967: Texas-Desperados (Hostile Guns)
- 1967: Die gesetzlosen Drei (Fort Utah)
- 1968: ...aber das Blut ist immer rot (If He Hollers, Let Him Go!)
- 1969: Ihr Auftritt, Al Mundy (It Takes a Thief; Fernsehserie, 5 Folgen)
- 1970: Kanonen für Cordoba (Cannon for Cordoba)
- 1971: Blutige Verschwörung (Blood Legacy)
- 1971–1972: Alias Smith & Jones (Fernsehserie, 4 Folgen)
- 1974: Ein Sheriff in New York (McCloud; Fernsehserie, 1 Folge)
- 1974: Rauchende Colts (Gunsmoke; Fernsehserie, 1 Folge)
- 1975: Wie Rauch im Wind (Smoke in the Wind)
- 1976: Der Texaner (The Outlaw Josey Wales)
- 1979: Jason of Star Command (Fernsehserie, 12 Folgen)
- 1982: Honkytonk Man
- 1984: Ein Colt für alle Fälle (The Fall Guy; Fernsehserie, 1 Folge)
- 1985: Pale Rider – Der namenlose Reiter (Pale Rider)
- 1988: Geschäft mit dem Tod (Under the Gun)